# Cuscuta palaestina
Cuscuta palaestina är en vindeväxtart. Cuscuta palaestina ingår i släktet snärjor, och familjen vindeväxter.

## Underarter
Arten delas in i följande underarter:
- C. p. balansae
- C. p. palaestina